# Góry Mokre
Góry Mokre [ˈɡurɨ ˈmɔkrɛ] es un pueblo ubicado en el distrito administrativo de Gmina Przedbórz, dentro del Distrito de Radomsko, Voivodato de Łódź, en Polonia central. Se encuentra aproximadamente a 11 kilómetros al sureste de Przedbórz, a 39 kilómetros al este de Radomsko, y a 93 kilómetros al sureste de la capital regional Lodz.